# Potrero, Delstaten Mexiko
Potrero är en ort i Mexiko.   Den ligger i kommunen Villa de Allende och delstaten Mexiko, i den södra delen av landet, 120 km väster om huvudstaden Mexico City. Potrero ligger 2 276 meter över havet och antalet invånare är 220.
Terrängen runt Potrero är bergig, och sluttar söderut. Runt Potrero är det ganska tätbefolkat, med 100 invånare per kvadratkilometer. Närmaste större samhälle är Heróica Zitácuaro, 18,1 km nordväst om Potrero. I omgivningarna runt Potrero växer huvudsakligen savannskog.